# Dana Vespoli
Christa Walker (nascuda el 22 de setembre de 1972, a San Francisco, Califòrnia), més coneguda com a Dana Vespoli, és una actriu porno i directora porno nord-americana, guanyadora d'un Premi AVN (considerats els premis Oscar del cinema porno).

## Biografia
Vespoli va guanyar el Bachelor of Arts, en literatura comparada a la universitat on va ser també co-capitana de l'equip de rem Varsity Rowing Team, d'aquí prové el seu nom "Vespoli", que és una famosa marca de rems. Amb 29 anys va entrar en la indústria del porno. Va entrar en la indústria pornogràfica l'any 2003.
L'any 2007 va ser premiada en els "Adam Film World Guide", com a directora de l'any. Fins a l'actualitat, ha rodat més de 400 pel·lícules.

## Vida personal
Va estar casada des del 2005 fins al 2012 amb l'actor porno Manuel Ferrara, amb el qual té 3 fills. Després del seu divorci, es desconeixen els detalls de la seva vida privada.